# Cien años de soledad (sèrie de televisió)
Cien años de soledad és una sèrie de televisió colombiana basada en la novel·la del mateix nom de l'any 1967 de Gabriel García Márquez . La sèrie tindrà 16 episodis a Netflix, i els primers vuit s'estrenaran l'11 de desembre de 2024.

## Repartiment
- Diego Vásquez com a José Arcadio Buendía 
  - Marco Antonio González Ospina com a José Arcadio Buendía jove
- Marleyda Soto com a Úrsula Iguarán 
  - Susana Morales Cañas com a Úrsula jove
- Édgar Vittorino com a José Arcadio
  - Thiago Padilla com a nen José Arcadio
  - Andrius Leonardo Soto com a adolescent José Arcadio
- Claudio Cataño com el coronel Aureliano Buendía
  - Jerónimo Echeverría Monsalve com a nen Aureliano
  - Jerónimo Barón Lyentsova com a adolescent Aureliano
  - Santi Vásquez com a adolescent Aureliano
- Loren Sofia com Amaranta
  - Luna Ruiz Jiménez com a jove Amaranta
- Akima com a Rebeca
  - Nicole Montenegro Sánchez com a jove Rebeca
- Janer Villarreal com a Arcadio
  - Juan Eduardo Florido com el jove Arcadio
- Viña Machado com a Pilar Ternera
- Moreno Borja com Melquíades
- Ruggero Pasquarelli com a Pietro Crespi
- Helber Sepúlveda Escobar com Prudencio Aguilar
- Jairo Camargo com Apolinar Moscote
- Jacqueline Arenal com a Leonor Moscote
- Cristal Aparicio com a Remedios Moscote
- Ella Becerra com a Petronila
- Salvador del Solar com a General Moncada

## Episodis
| Núm. | Títol                             | Direcció          | Data d'emissió original |
| --- | --------------------------------- | ----------------- | ----------------------- |
| 1 | «Macondo»                         | Alex García López | 11 de desembre de 2024  |
| Els cosins José Arcadio Buendía i Úrsula Iguarán es casen en contra dels desitjos de la seva família. Úrsula inicialment es nega a consumar el matrimoni, per por que els seus fills neixin amb defectes de naixement. Després que José Arcadio mati Prudencio Aguilar en un duel, ell i Úrsula són perseguits pel fantasma de Prudencio, cosa que els obliga a abandonar la ciutat i trobar una nova llar. Mentre José Arcadio, Úrsula i diversos dels seus amics caminen per la natura salvatge, Úrsula comença el part i dóna a llum un nen anomenat José Arcadio. Finalment, estableixen el petit poble de Macondo, on reben la visita de Melquíades i la seva banda de gitanos. Sota la influència de Melquíades, José Arcadio es torna retraït i s'immergeix en la ciència i l'exploració. Úrsula dóna a llum un segon fill, Aureliano.                                                                                                |                                   |                   |                         |
| 2 | «Es como un temblor de tierra»    | Alex García López | 11 de desembre de 2024  |
| Macondo creix i es converteix en un petit poble. Els gitanos tornen i Melquíades introdueix José Arcadio a l'alquímia, cosa que fa que es tanqui encara més en les seves obsessions. Quan els gitanos tornen, li diuen a José Arcadio que Melquíades és mort. Úrsula dóna a llum una tercera filla, anomenada Amaranta. Mentrestant, el seu fill gran, José Arcadio, és introduït al sexe gràcies a Pilar Ternera i la deixa embarassada. Després s'enamora d'una gitana i fuig amb els gitanos, deixant Pilar i la seva família amb el cor trencat. Úrsula passa cinc mesos buscant-lo, però torna després de descobrir la civilització a l'altra banda del pantà. Pilar dóna a llum un nen, Arcadio, i José Arcadio i Úrsula el crien com si fos el seu fill. |                                   |                   |                         |
| 3 | «Un daguerrotipo de Dios»         | Alex García López | 11 de desembre de 2024  |
| Després de la marxa del seu germà, Aureliano s'aïlla, passant els dies al laboratori del seu pare. Rebeca, una jove òrfena, arriba a casa dels Buendía amb una bossa amb els ossos dels seus pares. Inicialment és salvatge, però aviat s'assimila a la família, cosa que fa que Amaranta estigui gelosa. Rebeca emmalalteix amb la "plaga d'insomni" i la propaga per tot el poble. A mesura que la pesta empitjora, els residents comencen a experimentar amnèsia, sumint el poble en el caos, però Melquíades torna d'entre els morts amb un antídot que cura tothom. Anys més tard, Melquíades introdueix els Buendía al daguerreotip, i José Arcadio s'obsessiona amb utilitzar-lo per capturar la imatge de Déu. Pietro Crespi arriba a casa dels Buendía per instal·lar una pianola, i Rebeca i Amaranta competeixen pel seu afecte. El govern colombià nomena Apolinar Moscote magistrat de Macondo, cosa que enfureix José Arcadio. |                                   |                   |                         |
| 4 | «El castaño»                      | Laura Mora        | 11 de desembre de 2024  |
| José Arcadio i els seus homes expulsen Moscote de la ciutat, però ell torna amb la seva família i una banda de soldats. Aureliano s'enamora de la filla petita d'Apolinar, Remedios, mentre Rebeca intercanvia cartes d'amor amb Pietro. Després d'una nit de festa amb els amics, Aureliano es desmaia i perd la virginitat amb Pilar. Pietro demana la mà de Rebeca, per a decepció d'Amaranta, que comença a autolesionar-se i amenaçar amb el suïcidi. Aureliano demana la mà de Remedios, però li diuen que ha d'esperar fins que sigui major d'edat. Melquíades mor, deixant Macondo en dol. Per afrontar la pèrdua, José Arcadio s'immergeix en la ciència i gradualment cau en la bogeria. Quan es torna violent i destructiu, els homes el lliguen a un castanyer del seu jardí. |                                   |                   |                         |
| 5 | «Remedios Moscote»                | Laura Mora        | 11 de desembre de 2024  |
| Aureliano i Remedios es casen, mentre que el casament de Rebeca amb Pietro s'ajorna. Com a nora, Remedios porta dolçor i alegria a la casa Buendía, fins i tot cuidant de José Arcadio, que roman lligat a l'arbre i només parla llatí. Pilar dóna a llum el fill d'Aureliano, Aureliano José, i ell i Remedios el crien com si fos el seu fill. Malgrat la història secular de Macondo, els Moscote financen la construcció d'una església. Apolinar persuadeix Arcadio perquè supervisi l'escola de Macondo, cosa que li dóna un propòsit. Sense conèixer els seus orígens, intenta violar Pilar, però ella ho frustra organitzant que Santa Sofía de la Piedad, una jove verge, tingui relacions sexuals amb ell. Remedios es queda embarassada de bessons, però mor d'una infecció de sang. Els Buendía entren en un període de dol que s'interromp amb el retorn del seu fill gran, José Arcadio Jr.                                    |                                   |                   |                         |
| 6 | «El coronel Aureliano Buendía»    | Laura Mora        | 11 de desembre de 2024  |
| Apolinar Moscote anuncia la primera elecció de Macondo. Amb l'ajuda d'Alirio Noguera, José Arcadio forma un partit de resistència liberal, però Moscote manipula les eleccions a favor dels conservadors. Rebeca i José Arcadio Jr. tenen una aventura i decideixen casar-se, cosa que fa que Úrsula els faci fora de casa. Apolinar declara l'estat d'emergència i l'exèrcit conservador ocupa Macondo. Aureliano s'uneix a la rebel·lió liberal per reconquerir la ciutat, cosa que li val el títol de coronel. Deixa Macondo amb la seva banda de soldats per lluitar a la guerra civil nacional. |                                   |                   |                         |
| 7 | «Arcadio y el paraíso liberal»    | Alex García López | 11 de desembre de 2024  |
| 8 | «Tantas flores cayeron del cielo» | Alex García López | 11 de desembre de 2024  |

## Producció

### Desenvolupament
Netflix va adquirir els drets de Cent anys de solitud el març de 2019. Abans de la seva mort el 2014, l'autor Gabriel García Márquez s'havia negat a vendre els drets de la novel·la, ja que no creia que les limitacions de temps d'un llargmetratge fossin suficients per a una adaptació adequada. La sèrie es va filmar amb el suport de la família de García Márquez, que va sol·licitar que es rodés a Colòmbia, en castellà i amb actors colombians. Els productors van explorar diverses localitzacions per al rodatge, com ara Cali, Villavicencio, Girardot, Palomino, Santa Marta i Barranquilla.
| «                         | Com a cineasta, com a colombià, ha estat un honor i un enorme repte treballar en un projecte de la complexitat i responsabilitat de Cent anys de solitud, sempre intentant entendre la diferència entre el llenguatge literari i l'audiovisual, per poder construir imatges que continguin alguna cosa de la bellesa, la poesia i la profunditat d'una obra que ha impactat tot el món. Ho hem fet amb amor i respecte per la novel·la, amb l'ajuda d'un equip tècnic i humà excepcional. | » |
| — La directora Laura Mora | |   |

### Càsting
El repartiment va ser escollit mitjançant un càsting obert el 2022. L'equip de càsting va veure més de 10.000 candidats per als 25 papers principals. Només el 30% del repartiment són actors professionals. A més del repartiment principal, s'han seleccionat 20.000 extres. El repartiment es va filtrar parcialment el 26 d'abril de 2023.

### Rodatge
El rodatge principal de la primera part de la sèrie va tenir lloc de maig a desembre de 2023. La sèrie es va filmar íntegrament a Colòmbia, a La Guajira, Magdalena, Cesar, Cundinamarca, i Tolima. La ciutat fictícia de Macondo va ser construïda prop d'Alvarado per 1.100 treballadors. Es van construir quatre versions de la ciutat per representar el pas del temps. Els productors van comprar mobles a botigues d'antiguitats locals i van fer que artesans locals fessin teles i artefactes per als decorats. El rodatge va requerir un equip de gairebé 600 persones, totes de Colòmbia. Netflix va informar que la producció de la sèrie va generar 225.000 milions de COP (51,8 milions de dòlars) per a l'economia colombiana.
La producció de la segona part de la sèrie va començar el febrer de 2025.

## Llançament
Un tràiler promocional de la primera temporada es va publicar el 17 d'abril de 2024. Es van publicar fotografies promocionals el 18 d'octubre. Els dos primers capítols es van estrenar al Círculo de Bellas Artes de Madrid el 22 de novembre de 2024. El primer episodi de la sèrie es va projectar a la Biblioteca Vasconcelos de Ciutat de Mèxic el 28 de novembre de 2024. Els seus dos primers episodis es van projectar al Festival Internacional del Nou Cinema Llatinoamericà de l'Havana el 6 de desembre de 2024.
La primera temporada, que constava de vuit episodis, es va estrenar íntegrament a Netflix l'11 de desembre de 2024. Hi ha prevista una segona temporada, que també constarà de vuit episodis.

## Recepció
Al lloc web agregador de ressenyes Rotten Tomatoes, el 83% de les 30 ressenyes de crítics són positives, amb una puntuació mitjana de 7,9/10. El consens del lloc web diu: "Cien años de soledad realitza fidelment la novel·la seminal de Gabriel García Márquez amb un poliment sumptuós, cosa que la converteix en una adaptació que és simplement màgica". A Metacritic, té una puntuació mitjana ponderada de 80 sobre 100, basada en 16 crítics, cosa que indica crítiques "generalment favorables".
Keith Watson de The Telegraph va donar a la sèrie cinc estrelles sobre cinc, qualificant-la de "visió fidel però no excessivament reverent de Márquez". Va elogiar les actuacions del repartiment, en concret les de Marleyda Soto i Claudio Cataño. Helen Coffey de The Independent va qualificar la sèrie de "pràcticament perfecta" i "res menys que miraculosa". Va elogiar els creadors de la sèrie per mantenir-se fidels al material original mentre creaven "una peça de narrativa visualment magnífica". També va elogiar el càsting, el guió, la cinematografia i la música. Julio Ricardo Varela de MSNBC va escriure que la sèrie ofereix "incomptables moments de brillantor que demostren que crear art a partir d'altres obres d'art encara és possible". Va elogiar les actuacions de tot el repartiment, especialment Soto, Cataño i Marco Antonio González, i va destacar la cura que sembla haver-hi tingut en la producció de la sèrie. Judy Berman de Time va escriure: "Tenint en compte la dificultat de la tasca, és remarcable com de prop s'acosta l'esplèndida "Cien años de soledad" de Netflix... a recrear no sols la substància, sinó també l'esperit cinètic del llibre." Va escriure que la sèrie va transmetre amb èxit la història de la novel·la sense simplificar-ne massa els temes principals, incloent-hi els "aspectes lletjos però simbòlicament significatius de la història, des de l'autolesió fins a l'incest". Va elogiar el valor de producció, la direcció i la fotografia de la sèrie.
Daniel Fienberg de The Hollywood Reporter va qualificar la sèrie com una "adaptació magnífica i ambiciosa" de la novel·la que és "honorable i bella, si no sense defectes". Va assenyalar que gran part del contingut de la sèrie es va extreure literalment de la novel·la, cosa que "no sempre funciona" a la pantalla, i que "tot funciona millor quan la sèrie és en la seva forma més figurativa i menys literal". Va elogiar la direcció de García López i Mora, qualificant la sèrie de "impresionantment bella a vegades, lírica i viva i plena d'idees visuals i intel·lectuals". Va concloure: "Cien años de soledad potser no és tan bona com El ferrocarril subterrani o fins i tot Station Eleven, però és un digne i admirable guanyador d'un any d'adaptacions de prestigi sovint excepcionals." Aramide Tinubu de Variety va qualificar la sèrie d' "exquisidament detallada i amb capes de simbolisme intricat" i "una de les adaptacions de pàgina a pantalla més fidels dels darrers anys". Va qualificar les actuacions d' "excepcionals", però va dir que certes seqüències semblaven denses. Tot i que va trobar el ritme "massa indolent a vegades", va escriure, "la bellesa de Cien años de soledad permet a l'espectador absorbir cada fotograma i moment intricadament curat". Carly Lane de Collider va qualificar la sèrie com "una obra mestra per dret propi" i va escriure: "La sèrie en castellà no sols insufla nova vida a la novel·la suposadament impossible de filmar de Márquez, sinó que també triomfa com a triomf del cinema gràcies a una fotografia impressionant i una història èpica que abasta múltiples generacions de la desafortunada família Buendía." Va elogiar els visuals de Paulo Pérez i María Sarasvati, el disseny de producció d'Eugenio Caballero i Bárbara Enríquez, i l'actuació del conjunt.
Jack Seale de The Guardian va qualificar la sèrie amb tres estrelles sobre cinc, escrivint que "podria tenir dificultats amb el la política sexual problemàtica de la novel·la, però és una adaptació gran i magnífica". Ed Potton de The Times va donar a la sèrie dues estrelles sobre cinc, qualificant-la de "magnífica però letàrgica" i escrivint que "li falta la vitalitat i l'energia de la novel·la". Va elogiar el disseny de producció de Caballero i Enríquez, però va dir que la sèrie tenia dificultats per traslladar el realisme màgic a la pantalla.

## Premis i nominacions
| Premi                 | Any  | Categoria                                                              | Nominat                                   | Resultat  | Ref.          |
| --------------------- | ---- | ---------------------------------------------------------------------- | ----------------------------------------- | --------- | ------------- |
| Gotham TV Awards      | 2025 | Sèrie dramàtica revelació                                              | Cien años de soledad                      | Pendent   | [ 38 ]        |
| Premis Peabody        | 2025 | Entreteniment                                                          | Cien años de soledad                      | Pendent   | [ 39 ]        |
| Premis Platino        | 2025 | Millor minisèrie o telesèrie cinematogràfica iberoamericana            | Cien años de soledad                      | Guanyador | [ 40 ] [ 41 ] |
| Premis Platino        | 2025 | Millor creador de minisèrie o telesèrie                                | José Rivera i Natalia Santa               | Nominat   | [ 40 ] [ 41 ] |
| Premis Platino        | 2025 | Millor interpretació masculina en minisèrie o telesèrie                | Claudio Cataño                            | Guanyador | [ 40 ] [ 41 ] |
| Premis Platino        | 2025 | Millor interpretació femenina en minisèrie o telesèrie                 | Marleyda Soto                             | Nominat   | [ 40 ] [ 41 ] |
| Premis Platino        | 2025 | Millor interpretació masculina de repartiment en minisèrie o telesèrie | Jairo Camargo                             | Guanyador | [ 40 ] [ 41 ] |
| Premis Platino        | 2025 | Millor interpretació masculina de repartiment en minisèrie o telesèrie | Janer Villareal                           | Nominat   | [ 40 ] [ 41 ] |
| Premis Platino        | 2025 | Millor interpretació femenina de repartiment en minisèrie o telesèrie  | Loren Sofía                               | Nominat   | [ 40 ] [ 41 ] |
| Premis Platino        | 2025 | Millor interpretació femenina de repartiment en minisèrie o telesèrie  | Viña Machado                              | Nominat   | [ 40 ] [ 41 ] |
| Premios Aura          | 2025 | Impacte més gran                                                       | Cien años de soledad                      | Guanyador | [ 42 ]        |
| Premios Aura          | 2025 | Millor producció executiva                                             | Cien años de soledad                      | Guanyador | [ 42 ]        |
| Premis India Catalina | 2025 | Millor sèrie de ficció                                                 | Cien años de soledad                      | Guanyador | [ 43 ] [ 44 ] |
| Premis India Catalina | 2025 | Millor director de ficció                                              | Laura Mora, Alex García López             | Nominat   | [ 43 ] [ 44 ] |
| Premis India Catalina | 2025 | Millor guió de ficció                                                  | Jose Rivera, Camila Brugés, Natalia Santa | Guanyador | [ 43 ] [ 44 ] |
| Premis India Catalina | 2025 | Millor actor principal                                                 | Claudio Cataño                            | Guanyador | [ 43 ] [ 44 ] |
| Premis India Catalina | 2025 | Millor actriu principal                                                | Marleyda Soto                             | Guanyador | [ 43 ] [ 44 ] |
| Premis India Catalina | 2025 | Millor actor secundari                                                 | Diego Vásquez                             | Guanyador | [ 43 ] [ 44 ] |
| Premis India Catalina | 2025 | Millor actriu secundària                                               | Viña Machado                              | Guanyador | [ 43 ] [ 44 ] |
| Premis India Catalina | 2025 | Actor revelació de l'any                                               | Susana Morales                            | Guanyador | [ 43 ] [ 44 ] |
| Premis India Catalina | 2025 | Millor jove talent                                                     | Cristal Aparicio                          | Guanyador | [ 43 ] [ 44 ] |
| Premis India Catalina | 2025 | Millor edició de ficció                                                | Irene Blecua, Miguel Schverdfinger        | Guanyador | [ 43 ] [ 44 ] |
| Premis India Catalina | 2025 | Millor fotografia de ficció                                            | Paulo Pérez, María Sarasvati Herrera      | Guanyador | [ 43 ] [ 44 ] |
| Premis India Catalina | 2025 | Millor disseny de producció de ficció                                  | Eugenio Caballero, Bárbara Enríquez       | Guanyador | [ 43 ] [ 44 ] |
| Premis India Catalina | 2025 | Millor banda sonora                                                    | Camilo Sanabria, Juancho Valencia         | Guanyador | [ 43 ] [ 44 ] |
| Premis India Catalina | 2025 | Sèrie de ficció preferida del públic                                   | Cien años de soledad                      | Guanyador | [ 43 ] [ 44 ] |